# Lieven Malfait
Lieven Malfait (Kuurne, 18 de juny de 1952) va ser un ciclista belga, que fou professional entre 1974 i 1981. Destacà en etapes d'un sol dia disputades a Bèlgica.

## Palmarès
- 1973
  - 1r a la Fletxa de les Ardenes
- 1974
  - 1r a la Omloop der drie Proviniciën
  - 1r a la Omloop van de Westkust-De Panne
  - 1r a Sleidinge
- 1976
  - 1r al Circuit de Houtland
  - 1r a la Beveren-Leie
  - 1r al GP Wetteren - Omloop van de Rozenstreek
- 1977
  - 1r a Oostrozebeke
  - 1r a Haasdonk
- 1978
  - 1r a Zwevezele
  - 1r a Vrasene
- 1979
  - 1r al Gran Premi Marcel Kint
  - 1r a Zwevezele
- 1980
  - 1r a l'Omloop Mandel-Leie-Schelde
  - 1r a Heule
  - 1r a Beernem
- 1981
  - 1r al GP du Tournaisis
  - 1r a Kortemark

### Resultats al Tour de França
- 1979. Abandona (2a etapa)

### Resultats al Giro d'Itàlia
- 1977. 91è de la classificació general

### Resultats a la Volta a Espanya
- 1977. Fora de temps
- 1979. Abandona